# Championnats du monde d'athlétisme en salle 2025
Navigation
- 1985
- 1987
- 1989
- 1991
- 1993
- 1995
- 1997
- 1999
- 2001
- 2003
- 2004
- 2006
- 2008
- 2010
- 2012
- 2014
- 2016
- 2018
- 2022
- 2024
- 2025

Les 20es championnats du monde d'athlétisme en salle se déroulent du 21 au 23 mars 2025 à Nankin, en Chine, au sein du Nanjing Youth Olympic Sports Park. Initialement programmés en 2020, puis en 2023, ils sont reportés en 2025 en raison de la Pandémie de Covid-19.

## Reports
Le 26 novembre 2017, le Conseil de l’IAAF attribue les Championnats à Nankin, au détriment de Belgrade et de Toruń. Un stade spécifique sera construit pour ces Championnats du monde en salle dans le Parc olympique sportif de la jeunesse de Nankin où se sont tenus les Jeux olympiques de la jeunesse de 2014.
Le 29 janvier 2020, la Fédération Internationale d'athlétisme annonce le report du 18 au 20 mars 2021 de ces mondiaux, à cause de l'épidémie de coronavirus de 2019-2020 en Chine,. La compétition devait se dérouler initialement du 13 au 15 mars 2020.
Le 10 décembre 2020, la World Athletics annonce un nouveau report en raison de la situation sanitaire mondiale en mars 2023.
Le 1er septembre 2022, World Athletics annonce que ces championnats du monde sont reportés en 2025 en raison du Covid-19 circulant toujours en Chine. L'édition 2024 se déroule en mars 2024 à Glasgow.

## Compétition

### Calendrier
Les compétitions se déroulent sur 3 jours du 21 au 23 mars
| R1                      | Série | SF | Demi-finales | F | Finale |
| M = Matinée, E = Soirée |       |    |              |   |        |

| Date →           | 21 mars | 21 mars | 21 mars | 21 mars | 22 mars | 22 mars | 22 mars | 22 mars | 23 mars | 23 mars | 23 mars | 23 mars |
| Event ↓          | M       | M       | E       | E       | M       | M       | E       | E       | M       | M       | E       | E       |
| ---------------- | ------- | ------- | ------- | ------- | ------- | ------- | ------- | ------- | ------- | ------- | ------- | ------- |
| 60 m             | R1      | R1      | S       | F       |         |         |         |         |         |         |         |         |
| 400 m            | R1      | R1      | S       | S       |         |         | F       | F       |         |         |         |         |
| 800 m            | R1      | R1      |         |         | S       | S       |         |         |         |         | F       | F       |
| 1500 m           |         |         | R1      | R1      |         |         |         |         |         |         | F       | F       |
| 3000 m           |         |         |         |         |         |         | F       | F       |         |         |         |         |
| 60 m haies       |         |         |         |         | R1      | R1      | S       | F       |         |         |         |         |
| 4 × 400 m        |         |         |         |         |         |         |         |         |         |         | F       | F       |
| Saut en hauteur  |         |         | F       | F       |         |         |         |         |         |         |         |         |
| Saut à la perche |         |         |         |         |         |         | F       | F       |         |         |         |         |
| Saut en longueur |         |         |         |         |         |         |         |         |         |         | F       | F       |
| Triple saut      | F       | F       |         |         |         |         |         |         |         |         |         |         |
| Lancer de poids  |         |         |         |         |         |         |         |         |         |         | F       | F       |
| Heptathlon       |         |         |         |         | F       | F       | F       | F       | F       | F       | F       | F       |

| Date →           | 21 mars | 21 mars | 21 mars | 21 mars | 22 mars | 22 mars | 22 mars | 22 mars | 23 mars | 23 mars | 23 mars | 23 mars |
| Event ↓          | M       | M       | E       | E       | M       | M       | E       | E       | M       | M       | E       | E       |
| ---------------- | ------- | ------- | ------- | ------- | ------- | ------- | ------- | ------- | ------- | ------- | ------- | ------- |
| 60 m             |         |         |         |         | R1      | R1      | S       | F       |         |         |         |         |
| 400 m            |         |         | S       | S       |         |         | F       | F       |         |         |         |         |
| 800 m            | R1      | R1      |         |         | S       | S       |         |         |         |         | F       | F       |
| 1500 m           |         |         | R1      | R1      |         |         |         |         |         |         | F       | F       |
| 3000 m           |         |         |         |         |         |         | F       | F       |         |         |         |         |
| 60 m haies       |         |         |         |         |         |         |         |         | R1      | R1      | S       | F       |
| 4 × 400 m        |         |         |         |         |         |         |         |         |         |         | F       | F       |
| Saut en hauteur  |         |         |         |         |         |         |         |         | F       | F       |         |         |
| Saut à la perche |         |         |         |         | F       | F       |         |         |         |         |         |         |
| Saut en longueur |         |         |         |         |         |         |         |         | F       | F       |         |         |
| Triple saut      |         |         |         |         |         |         | F       | F       |         |         |         |         |
| Lancer de poids  |         |         | F       | F       |         |         |         |         |         |         |         |         |
| Pentathlon       | F       | F       | F       | F       |         |         |         |         |         |         |         |         |

### Faits marquants

#### Première journée
Cinq titres sont en jeu lors de la première journée. Chez les femmes, Sarah Mitton en lancer de poids conserve son titre ; la récente championne d'Europe Saga Vanninen s'impose en pentathlon
Chez les hommes, le Sud-Coréen Woo Sang-hyeok récupère son titre gagné en 2023 en saut en hauteur, battant son rival Hamish Kerr. Le britannique Jeremiah Azu remporte le 60 mètres en égalant en final son record personnel avec un temps de 6.49 s
L'italien Andy Díaz établit le record mondial de la saison en triple-saut avec un bond à 17,80 m, loin devant le deuxième Yaming Zhu avec 17,33 m.

## Résultats

### Hommes
| Épreuves                 | Or                                                                             | Or                | Argent                                                                          | Argent            | Bronze                                                                     | Bronze            |
| ------------------------ | ------------------------------------------------------------------------------ | ----------------- | ------------------------------------------------------------------------------- | ----------------- | -------------------------------------------------------------------------- | ----------------- |
| 60 m Détails             | Jeremiah Azu                                                                   | 6 s 49            | Lachlan Kennedy                                                                 | 6 s 50            | Akani Simbine                                                              | 6 s 54            |
| 400 m Détails            | Christopher Bailey                                                             | 45 s 08           | Brian Faust                                                                     | 45 s 47           | Jacory Patterson                                                           | 45 s 54           |
| 800 m Détails            | Josh Hoey                                                                      | 1 min 44 s 77     | Eliott Crestan                                                                  | 1 min 44 s 81     | Josué Canales                                                              | 1 min 45 s 03     |
| 1 500 m Détails          | Jakob Ingebrigtsen                                                             | 3 min 38 s 79     | Neil Gourley                                                                    | 3 min 39 s 07     | Luke Houser                                                                | 3 min 39 s 17     |
| 3 000 m Détails          | Jakob Ingebrigtsen                                                             | 7 min 46 s 09     | Berihu Aregawi                                                                  | 7 min 46 s 25     | Ky Robinson                                                                | 7 min 47 s 09     |
| 60 m haies Détails       | Grant Holloway                                                                 | 7 s 42            | Wilhem Belocian                                                                 | 7 s 54            | Junxi Liu                                                                  | 7 s 55            |
| 4 × 400 m Détails        | États-Unis- Elija Godwin - Brian Faust - Jacory Patterson - Christopher Bailey | 3 min 2 s 13 (SB) | Jamaïque- Rusheen McDonald - Jasauna Dennis - Kimar Farquharson - Demar Francis | 3 min 5 s 05 (SB) | Hongrie- Patrik Simon Enyingi - Zoltán Wahl - Árpád Kovács - Attila Molnár | 3 min 6 s 03 (NR) |
| Saut en hauteur Détails  | Woo Sang-hyeok                                                                 | 2,31 m            | Hamish Kerr                                                                     | 2,28 m            | Raymond Richards                                                           | 2,28 m            |
| Saut à la perche Détails | Armand Duplantis                                                               | 6,15 m            | Emmanouíl Karalís                                                               | 6,05 m            | Sam Kendricks                                                              | 5,90 m            |
| Saut en longueur Détails | Mattia Furlani                                                                 | 8,30 m            | Wayne Pinnock                                                                   | 8,29 m (SB)       | Liam Adcock                                                                | 8,28 m            |
| Triple saut Détails      | Andy Díaz                                                                      | 17,80 m           | Yaming Zhu                                                                      | 17,33 m           | Almir dos Santos                                                           | 17,22 m           |
| Lancer du poids Détails  | Tomas Walsh                                                                    | 21,65 m (SB)      | Roger Steen                                                                     | 21,62 m (SB)      | Adrian Piperi                                                              | 21,48 m           |
| Heptathlon Détails       | Sander Skotheim                                                                | 6 475 pts         | Johannes Erm                                                                    | 6 437 pts (NR)    | Till Steinforth                                                            | 6 275 pts         |

### Femmes
| Épreuves                 | Or                                                                      | Or                 | Argent                                                                            | Argent             | Bronze                                                                 | Bronze             |
| ------------------------ | ----------------------------------------------------------------------- | ------------------ | --------------------------------------------------------------------------------- | ------------------ | ---------------------------------------------------------------------- | ------------------ |
| 60 m Détails             | Mujinga Kambundji                                                       | 7 s 04             | Zaynab Dosso                                                                      | 7 s 06             | Patrizia van der Weken                                                 | 7 s 07             |
| 400 m Détails            | Amber Anning                                                            | 50 s 60            | Alexis Holmes                                                                     | 50 s 63            | Henriette Jæger                                                        | 50 s 92            |
| 800 m Détails            | Prudence Sekgodiso                                                      | 1 min 58 s 40      | Nigist Getachew                                                                   | 1 min 59 s 63      | Patricia Silva                                                         | 1 min 59 s 80      |
| 1 500 m Détails          | Gudaf Tsegay                                                            | 3 min 54 s 96 (CR) | Diribe Welteji                                                                    | 3 min 59 s 30      | Georgia Bell                                                           | 3 min 59 s 84      |
| 3 000 m Détails          | Freweyni Hailu                                                          | 8 min 37 s 21      | Shelby Houlihan                                                                   | 8 min 38 s 26      | Jessica Hull                                                           | 8 min 38 s 28      |
| 60 m haies Détails       | Devynne Charlton                                                        | 7 s 72             | Ditaji Kambundji                                                                  | 7 s 73             | Ackera Nugent                                                          | 7 s 74             |
| 4 × 400 m Détails        | États-Unis- Quanera Hayes - Bailey Lear - Rosey Effiong - Alexis Holmes | 3 min 27 s 45 (SB) | Pologne- Justyna Święty-Ersetic - Aleksandra Formella - Anastazja Kuś - Anna Gryc | 3 min 32 s 05 (SB) | Australie- Ellie Beer - Ella Connolly - Bella Pasquali - Jemma Pollard | 3 min 32 s 65 (NR) |
| Saut en hauteur Détails  | Nicola Olyslagers                                                       | 1,97 m             | Eleanor Patterson                                                                 | 1,97 m             | Yaroslava Mahuchikh                                                    | 1,95 m             |
| Saut à la perche Détails | Marie-Julie Bonnin                                                      | 4,75 m (NR)        | Tina Šutej                                                                        | 4,70 m             | Angelica Moser                                                         | 4,70 m             |
| Saut en longueur Détails | Claire Bryant                                                           | 6,96 m             | Annik Kälin                                                                       | 6,83 m             | Fátima Diame                                                           | 6,72 m             |
| Triple saut Détails      | Leyanis Pérez                                                           | 14,93 m            | Liadagmis Povea                                                                   | 14,57 m            | Ana Peleteiro-Compaoré                                                 | 14,29 m            |
| Lancer du poids Détails  | Sarah Mitton                                                            | 20,48 m            | Jessica Schilder                                                                  | 20,07 m            | Chase Jackson                                                          | 20,06 m            |
| Pentathlon Détails       | Saga Vanninen                                                           | 4 821 pts          | Kate O'Connor                                                                     | 4 742 pts          | Taliyah Brooks                                                         | 4 669 pts          |

## Tableau des médailles
Tableau des médailles :
| Rang | Nation           | Or | Argent | Bronze | Total |
| ---- | ---------------- | -- | ------ | ------ | ----- |
| 1    | États-Unis       | 6  | 4      | 6      | 16    |
| 2    | Norvège          | 3  | 0      | 1      | 4     |
| 3    | Éthiopie         | 2  | 3      | 0      | 5     |
| 4    | Royaume-Uni      | 2  | 1      | 1      | 4     |
| 5    | Italie           | 2  | 1      | 0      | 3     |
| 6    | Suisse           | 1  | 2      | 1      | 4     |
| 7    | Australie        | 1  | 1      | 2      | 4     |
| 8=   | Nouvelle-Zélande | 1  | 1      | 0      | 2     |
| 8=   | Cuba             | 1  | 1      | 0      | 2     |
| 8=   | France           | 1  | 1      | 0      | 2     |
| 11   | Afrique du Sud   | 1  | 0      | 1      | 2     |
| 12=  | Canada           | 1  | 0      | 0      | 1     |
| 12=  | Corée du Sud     | 1  | 0      | 0      | 1     |
| 12=  | Suède            | 1  | 0      | 0      | 1     |
| 12=  | Finlande         | 1  | 0      | 0      | 1     |
| 12=  | Bahamas          | 1  | 0      | 0      | 1     |
| 17   | Jamaïque         | 0  | 2      | 2      | 4     |
| 18   | Chine            | 0  | 1      | 1      | 2     |
| 19=  | Irlande          | 0  | 1      | 0      | 1     |
| 19=  | Pologne          | 0  | 1      | 0      | 1     |
| 19=  | Pays-Bas         | 0  | 1      | 0      | 1     |
| 19=  | Grèce            | 0  | 1      | 0      | 1     |
| 19=  | Belgique         | 0  | 1      | 0      | 1     |
| 24   | Espagne          | 0  | 0      | 3      | 3     |
| 25=  | Portugal         | 0  | 0      | 1      | 1     |
| 25=  | Luxembourg       | 0  | 0      | 1      | 1     |
| 25=  | Ukraine          | 0  | 0      | 1      | 1     |
| 25=  | Brésil           | 0  | 0      | 1      | 1     |

## Records battus
- Record des championnats du monde :
  - 1 500 mètres féminin : 3 min 54 s 96 par Gudaf Tsegay

## Légende
Records et Performances
- AR : Record continental (area record)
- CR : Record des championnats (championship record)
- MR : Record du meeting (meet record)
- NR : Record national (national record)
- OR : Record olympique (olympic record)
- PR : Record paralympique (paralympic record)
- PB : Record personnel (personal best)
- SB : Meilleure performance personnelle de la saison (season's best)
- WL : Meilleure performance mondiale de l'année (world leader)
- WJR : Record du monde junior (world junior record)
- WR : Record du monde (world record)

Circonstances et Conditions
- DNF : N'a pas terminé (did not finish)
- DNS : N'a pas pris le départ (did not start)
- DQ : Disqualification (disqualification)
- NM : Aucun essai valable enregistré (No Mark)
- Q : Qualifié « directement » au prochain tour (ou à la prochaine compétition), lors d'une compétition majeure, grâce au classement ou à la réalisation des minima (automatic qualifier)
- q : Qualifié au prochain tour (ou à la prochaine compétition), lors d'une compétition majeure, grâce au repêchage ou à la réalisation de l'une des meilleures performances parmi celles des « non qualifiés directement » (grâce au meilleur temps ou à la meilleure distance par exemple) (secondary qualifier)